# Sauracris crypta
Sauracris crypta är en insektsart som beskrevs av Popov, G.B. 1959. Sauracris crypta ingår i släktet Sauracris och familjen gräshoppor. Inga underarter finns listade i Catalogue of Life.